# کریزولیت
کریزولیت  (به انگلیسی: Chrysolite) با فرمول شیمیایی (MgFe)2[SiO4] از مجموعه کانی هاست و از واژه کووسویی اخذ شده‌است. محلول در HNO۳ و مقدار Mg تحت تأثیر اسیدها کم می‌شود. MgO:۲۳٫۴۱٪  FeO:۴۱٫۷۱٪  SiO۲:۳۴٫۸۸٪  (خالص ۱/۱: Mg / Fe) (سری ایزومورف فورستریت تافایالیت) برای اولین بار در چک اسلواکی کشف شد و از نظر، رنگ: سبز- قرمز، شفافیت: نیمه کدر، شکستگی: صدفی، جلا: شیشه‌ای - صدفی، رخ: کامل - مطابق با سطح، ناقص - مطابق و در رده‌بندی سیلیکات است همچنین خاصیت مغناطیسی پارامغناطیس و منشأ تشکیل آن ماگمایی - پگماتیت‌ها ی بازیک - دگرگونی مجاورتی - آبرفت‌ها - است.
همایند کانی‌شناسی (پارانژ) آن سختی - چگالی - لومیناسانسویلمیت - تفروئیت - کریزوبریل- فلوگوپیت- مگنتیت- آپاتیت- دیوپسیدمتئوریت هاشکلبلورها:سوزنی است
، از نظر ژیزمان بلوری - آگرگات دانه‌ای - توده‌ای کمیاب است و بیشتر در بیرمانی، استرالیا، برزیل، آمریکا، نروژ و چک اسلواکی یافت می‌شود.